# Alectryon repandodentatus
Espèce
Statut de conservation UICN

 VU (needs updating) B1+2c : Vulnérable
Alectryon repandodentatus est une espèce de plantes à fleurs de la famille des Sapindacées présente en Papouasie-Nouvelle-Guinée et en Australie.